# Musée de Radio France
Musée de Radio France (česky Muzeum Francouzského rozhlasu) je muzeum věnované dějinám rozhlasu a televize. Nachází se v sídle Francouzského rozhlasu Maison de Radio France na Avenue du Président-Kennedy v 16. obvodu.

## Historie
Muzeum bylo pro veřejnost otevřeno v roce 1966. Od roku 2007 je uzavřeno kvůli rekonstrukci budovy rozhlasu.

## Sbírky
Muzeum uchovává předměty vztahující se k rozhlasu a rovněž předměty dokumentující vývoj televize. Je zde rovněž sbírka plakátů.